# Hand Held

Hand Held este un film documentar de 80 de minute, având ca producător pe Don Hahn și care prezintă situația copiilor din orfelinatele regimului Ceaușescu.
Premiera europeană a filmului a avut loc la 4 decembrie 2010.
Imaginile au fost realizate de fotojurnalistul Mike Carroll, care a fost printre primii fotografi care au vizitat România imediat după căderea regimului Ceaușescu.
Imaginile dezvăluie condițiile inimaginabile în care trăiau copiii instituționalizați, mulți dintre ei bolnavi de SIDA, copii a căror existență propaganda comunistă a ținut-o sub tăcere.
Filmul atrage atenția opiniei publice asupra situației critice în care se aflau acești copii, victime ale politicii demografice a acelui regim.
Ca o consecință, mai mulți voluntari s-au implicat în acțiuni umanitare pentru ajutorarea acestor copii, mulți dintre ei fiind adoptați sau preluați în plasament, în acest scop punându-se bazele organizației non-guvernamentale "Romanian Children's Relief".